# Џинџербред
Џинџербред (енг. gingerbread) или колач са ђумбиром, односи се на широку категорију пецива, обично ароматизираних ђумбиром, каранфилићем, мушкатним орашчићем и циметом, и заслађених медом, шећером или меласом. Посластице које се праве од џинџербреда су разноврсне, од торте до кекса различитих облика.

## Порекло
Првобитно, термин џинџербред (од латинског zingiber преко старофранцуског gingebras) односио се на конзервирани ђумбир. Затим се односио на посластице направљене од меда и зачина. Термин џинџербред се често користи за превођење француског израза pain d'épices (зачињен хлеб) или немачког и пољског термина Pfefferkuchen и Piernik (папрењак јер је некада садржавао бибер) или Lebkuchen (нејасне етимологије; или латински libum, што значи „жртва“ или „жртвени хлеб“, или немачки Laib што значи векна, или немачка реч за живот, leben). Бибер се такође помиње у регионалним називима, као што су норвешки pepperkaker или чешки perník.

Значење термина џинџербред је еволуирало током времена. Вековима се термин односио на традиционално европско пециво, веома налик модерном кексу, који се традиционално користио за прављење џинџербред мена тј. кекса у облику човечуљка. У Сједињеним Државама први познати рецепт за „Мекани џинџербред који се пече у тепсији“ налази се у кувару Амелије Симонс из 1796. године (American Cookery). 

## Историја
Тврди се да је џинџербред у Европу донео јерменски монах Григорије из Никополис 992. године нове ере. Он је напустио је Никополис (данашња западна Грчка) да би живео у Бондароу (северно-централна Француска) у близини града Питивије. Ту је остао седам година, све док није умро 999. године, и учио француске хришћане да пеку џинџербред. Могуће је да је донет у западну Европу из источног Медитерана у 11. веку.
Од 13. века, у граду Торуњу у тадашњој држави Теутонског реда (данашња Пољска), прави се торуњски џинџербред, који је стекао славу у царству и иностранству када су га у Шведску донели немачки имигранти. У Немачкој у 15. веку, еснаф за џинџербред је контролисао производњу. 
Извори из опатије Вадстена из 1444. године, показују да су шведске часне сестре пекле џинџербред да би ублажиле пробавне сметње.
 
Био је обичај да се пеку бели кекси и фарбају као украси за прозоре. У Енглеској се такође сматрало да џинџербред има лековита својства. Писац из 16. века Џон Барет описао је џинџербред као „врсту торте или теста направљене да утеше стомак“.
Џинџербред је био популарна посластица на средњовековним европским фестивалима и сајмовима, а постојали су чак и сајмови посвећени  џинџербреду.
Прва документована трговина џинџербреда у Енглеској датира из 17. века. Продавали су
се у манастирима, апотекама и пијацама на градским трговима. Сто година касније, град Маркет Драјтон у Шропширу постао је познат по 
џинџербреду, што се види на знаку добродошлице њиховог града, где стоји да је то „дом џинџербреда”. Први забележени помен о печењу џинџербреда у граду датира из 1793. године, иако је вероватно направљен раније. Џинџербред је постао широко доступан у 18. веку.
Џинџербред је дошао у Америку са досељеницима из Европе. Меласа, која је јефтинија од шећера, убрзо је постала уобичајени састојак и произвела мекши колач. Први штампани амерички кувар, American Cookery ауторке Амелије Симонс, садржао је седам различитих рецепата за џинџербред. Њен рецепт за „Мекани џинџербред за печење у тепсијама“ је први писани рецепт за старомодне америчке џинџербред кексе.